# Курдюков, Максим Андреевич
Макси́м Андре́евич Курдюко́в (род. 28 сентября 1990 года в Усть-Каменогорске, КССР, СССР) — американский, ранее российский фигурист, выступавший в парном катании. Серебряный (2013) и бронзовый (2014)призёр финала Кубка России. C мая 2015 представлял США.

## Карьера

### За Россию

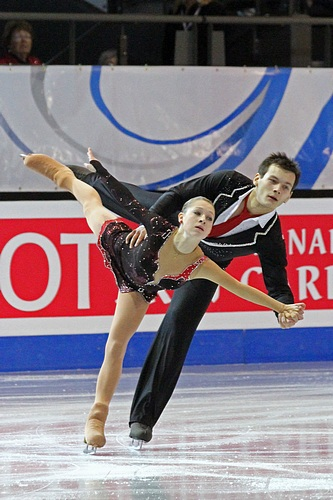
Екатерина Петайкина и Максим Курдюков на Финале Гран-при среди юниоров 2011 года

Максим начал заниматься фигурным катанием в 2000 году в ГОУ ДОСН ЭШВСМ «Москвич» у тренера Балденко Андрея Леонидовича. В августе 2004 года перешёл в группу Сергея Доброскокова в СДЮШОР № 37.
В 2008 образовал пару с бывшей одиночницей Екатериной Петайкиной, вместе с которой уже на следующий год дебютировали на этапе юниорского Гран-при в Германии, где заняли шестое место. Два сезона подряд Екатерина и Максим не могли отобраться на чемпионат мира среди юниоров. На Первенстве России дважды были четвёртыми.
В сезоне 2011—2012 стали бронзовыми призёрами этапа Гран-при среди юниоров в Австрии. После этого смогли отобраться в финал юниорского Гран-при, который проходил в Квебеке, Канада, где заняли лишь 4 место, уступив американцам менее полубалла. На Первенстве России завоевали серебро, тем самым, гарантировав себе поездку на ЮЧМ. На дебютном и последнем для себя чемпионате мира среди юниоров 2012 года после успешной короткой программы спортсмены занимали третье место, но после неудач в произвольной не смогли удержаться в тройке призёров, оказавшись на 6 месте. Позже становится известно о распаде пары. Екатерина образовывает дуэт с Константином Безматерных и переходит в группу к Артуру Дмитриеву в УОР № 4.
В мае 2012 года Максим Курдюков встает в пару с Кристиной Астаховой, ранее катавшейся с Никитой Бочковым также в группе Сергея Доброскокова. Спортсмены катались вместе два сезона и завоевали две медали в финалах взрослого Кубка России. В дальнейшем Кристина Астахова перешла в группу к Артуру Дмитриеву и встала в пару с Алексеем Рогоновым.
Максим пропускает следующий сезон и принимает решение выступать за Америку.

### За Америку
В мае 2015 года Максим встает в пару с американской спортсменкой Брианной де Ла Мора из Техаса под руководством Валерия Прудского в клубе Texas Gulf Coast FSC в Шугар Ленд. В начале 2016 дебютировали на чемпионате США, где заняли 8 место. По окончании сезона 2015/16 спортсмен прекратил выступления.

## Программы

### с Б. де Ла Мора
| Сезон     | Короткая программа                | Произвольная программа                    |
| --------- | --------------------------------- | ----------------------------------------- |
| 2015—2016 | - Cry me a river by Michael Buble | - Beethoven’s Five Secrets The Piano Guys |

### с К. Астаховой
| Сезон     | Короткая программа         | Произвольная программа                                             |
| --------- | -------------------------- | ------------------------------------------------------------------ |
| 2013—2014 | - Inception by Hans Zimmer | - Heart of Courage by Two Steps From Hell - Аватар by James Horner |

### с Е. Петайкиной
| Сезон     | Короткая программа                                         | Произвольная программа            |
| --------- | ---------------------------------------------------------- | --------------------------------- |
| 2011—2012 | - Sarabande by George Frideric Handel (modern arrangement) | - Mr. & Mrs. Smith by John Powell |

## Спортивные достижения

### с Б. де Ла Мора
| Соревнования          | 2015—2016 |
| --------------------- | --------- |
| Чемпионат США         | 8         |
| Midwestern Sectionals | 2         |

### с К. Астаховой
| Соревнования/Сезон | 2012—2013 | 2013—2014 |
| ------------------ | --------- | --------- |
| Чемпионаты России  | 10        | 9         |
| Ice Star           |           | 1         |

### с Е. Петайкиной
| Соревнования/Сезон                       | 2009—2010 | 2010—2011 | 2011—2012 |
| ---------------------------------------- | --------- | --------- | --------- |
| Чемпионаты мира среди юниоров            |           |           | 6         |
| Финалы юниорского Гран-при               |           |           | 4         |
| Этапы юниорской серии Гран-при, Австрия  |           |           | 3         |
| Этапы юниорской серии Гран-при, Чехия    |           | 5         |           |
| Этапы юниорской серии Гран-при, Германия | 6         |           |           |
| Этапы юниорской серии Гран-при, Латвия   |           |           | 4         |
| Чемпионаты России                        | 7         | 8         | 7         |
| Первенство России среди юниоров          | 4         | 4         | 2         |